# NASA Clean Air Study

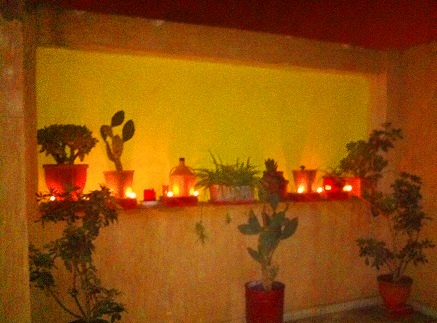
Obras de arte Decoración, Jardín del hogar.

El NASA Clean Air Study (traducido al español "Estudio de aire limpio de la NASA") es un estudio realizado por la NASA y la "Associated Landscape Contractors of America (ALCA)".[cita requerida] Sus resultados apuntan a que ciertas plantas de interior pueden realizar una limpieza natural del aire de espacios cerrados, eliminando agentes tóxicos como el benceno, Formaldehído y Tricloroetileno y ayudando de este modo a reducir los efectos del Síndrome del edificio enfermo.

## Estudio
La primera lista fue el resultado de un estudio realizado en 1989 con objeto de investigar métodos de limpiar el aire en estaciones espaciales. Posteriormente el estudio se ha actualizado.

## Críticas
A pesar de la rigurosidad del estudio, existen críticas a la interpretación de sus conclusiones